# Album al numero uno della classifica FIMI nel 2018
La presente lista elenca gli album che hanno raggiunto la prima posizione nella classifica settimanale italiana Album, stilata durante il 2018 dalla Federazione Industria Musicale Italiana, in collaborazione con la GfK Retail and Technology Italia.
| Settimana    | Settimana    | Album                              | Artista            | Settimane consecutive | Settimane totali | Fonte  |
| Inizio       | Fine         | Album                              | Artista            | Settimane consecutive | Settimane totali | Fonte  |
| ------------ | ------------ | ---------------------------------- | ------------------ | --------------------- | ---------------- | ------ |
| 29 dicembre  | 4 gennaio    | Vasco Modena Park                  | Vasco Rossi        | 4                     | 4                | [ 1 ]  |
| 5 gennaio    | 11 gennaio   | ÷                                  | Ed Sheeran         | 1                     | 3                | [ 2 ]  |
| 12 gennaio   | 18 gennaio   | No Comment                         | Nitro              | 1                     | 1                | [ 3 ]  |
| 19 gennaio   | 25 gennaio   | Rockstar                           | Sfera Ebbasta      | 2                     | 4                | [ 4 ]  |
| 26 gennaio   | 1º febbraio  | Rockstar                           | Sfera Ebbasta      | 2                     | 4                | [ 5 ]  |
| 2 febbraio   | 8 febbraio   | Back Home                          | MadMan             | 1                     | 1                | [ 6 ]  |
| 9 febbraio   | 15 febbraio  | Non abbiamo armi                   | Ermal Meta         | 1                     | 1                | [ 7 ]  |
| 16 febbraio  | 22 febbraio  | Rockstar                           | Sfera Ebbasta      | 2                     | 4                | [ 8 ]  |
| 23 febbraio  | 1º marzo     | Rockstar                           | Sfera Ebbasta      | 2                     | 4                | [ 9 ]  |
| 2 marzo      | 8 marzo      | Siamo solo Noise                   | Benji & Fede       | 1                     | 1                | [ 10 ] |
| 9 marzo      | 15 marzo     | Mowgli - Il disco della Giungla    | Tedua              | 1                     | 1                | [ 11 ] |
| 16 marzo     | 22 marzo     | Fatti sentire                      | Laura Pausini      | 1                     | 3                | [ 12 ] |
| 23 marzo     | 29 marzo     | Maeba                              | Mina               | 1                     | 1                | [ 13 ] |
| 30 marzo     | 5 aprile     | Fatti sentire                      | Laura Pausini      | 2                     | 3                | [ 14 ] |
| 6 aprile     | 12 aprile    | Fatti sentire                      | Laura Pausini      | 2                     | 3                | [ 15 ] |
| 13 aprile    | 19 aprile    | Enemy                              | Noyz Narcos        | 1                     | 1                | [ 16 ] |
| 20 aprile    | 26 aprile    | Davide                             | Gemitaiz           | 2                     | 2                | [ 17 ] |
| 27 aprile    | 3 maggio     | Davide                             | Gemitaiz           | 2                     | 2                | [ 18 ] |
| 4 maggio     | 10 maggio    | 20                                 | Capo Plaza         | 1                     | 1                | [ 19 ] |
| 11 maggio    | 17 maggio    | Notti brave                        | Carl Brave         | 2                     | 2                | [ 20 ] |
| 18 maggio    | 24 maggio    | Notti brave                        | Carl Brave         | 2                     | 2                | [ 21 ] |
| 25 maggio    | 31 maggio    | Evergreen                          | Calcutta           | 1                     | 1                | [ 22 ] |
| 1 giugno     | 7 giugno     | Plume                              | Irama              | 9                     | 10               | [ 23 ] |
| 8 giugno     | 14 giugno    | Plume                              | Irama              | 9                     | 10               | [ 24 ] |
| 15 giugno    | 21 giugno    | Plume                              | Irama              | 9                     | 10               | [ 25 ] |
| 22 giugno    | 28 giugno    | Plume                              | Irama              | 9                     | 10               | [ 26 ] |
| 29 giugno    | 5 luglio     | Plume                              | Irama              | 9                     | 10               | [ 27 ] |
| 6 luglio     | 12 luglio    | Plume                              | Irama              | 9                     | 10               | [ 28 ] |
| 13 luglio    | 19 luglio    | Plume                              | Irama              | 9                     | 10               | [ 29 ] |
| 20 luglio    | 26 luglio    | Plume                              | Irama              | 9                     | 10               | [ 30 ] |
| 27 luglio    | 2 agosto     | Plume                              | Irama              | 9                     | 10               | [ 31 ] |
| 3 agosto     | 9 agosto     | Astroworld                         | Travis Scott       | 1                     | 1                | [ 32 ] |
| 10 agosto    | 16 agosto    | Plume                              | Irama              | 1                     | 10               | [ 33 ] |
| 17 agosto    | 23 agosto    | Sweetener                          | Ariana Grande      | 2                     | 2                | [ 34 ] |
| 24 agosto    | 30 agosto    | Sweetener                          | Ariana Grande      | 2                     | 2                | [ 35 ] |
| 31 agosto    | 6 settembre  | Kamikaze                           | Eminem             | 1                     | 1                | [ 36 ] |
| 7 settembre  | 13 settembre | 68                                 | Ernia              | 1                     | 1                | [ 37 ] |
| 14 settembre | 20 settembre | Sinatra                            | Gué Pequeno        | 1                     | 1                | [ 38 ] |
| 21 settembre | 27 settembre | Love                               | Thegiornalisti     | 1                     | 1                | [ 39 ] |
| 28 settembre | 4 ottobre    | Trap Lovers                        | Dark Polo Gang     | 1                     | 1                | [ 40 ] |
| 5 ottobre    | 11 ottobre   | 10                                 | Alessandra Amoroso | 1                     | 1                | [ 41 ] |
| 12 ottobre   | 18 ottobre   | Supereroe                          | Emis Killa         | 1                     | 1                | [ 42 ] |
| 19 ottobre   | 25 ottobre   | Giovani                            | Irama              | 1                     | 1                | [ 43 ] |
| 26 ottobre   | 1 novembre   | Il ballo della vita                | Måneskin           | 1                     | 1                | [ 44 ] |
| 2 novembre   | 8 novembre   | Siamo solo Noise (Limited Edition) | Benji & Fede       | 1                     | 1                | [ 45 ] |
| 9 novembre   | 15 novembre  | Playlist                           | Salmo              | 2                     | 6                | [ 46 ] |
| 16 novembre  | 22 novembre  | Playlist                           | Salmo              | 2                     | 6                | [ 47 ] |
| 23 novembre  | 29 novembre  | Vita ce n'è                        | Eros Ramazzotti    | 1                     | 1                | [ 48 ] |
| 30 novembre  | 6 dicembre   | Atlantico                          | Marco Mengoni      | 1                     | 3                | [ 49 ] |
| 7 dicembre   | 13 dicembre  | Fatti sentire ancora               | Laura Pausini      | 1                     | 1                | [ 50 ] |
| 14 dicembre  | 20 dicembre  | Atlantico                          | Marco Mengoni      | 2                     | 3                | [ 51 ] |
| 21 dicembre  | 27 dicembre  | Atlantico                          | Marco Mengoni      | 2                     | 3                | [ 52 ] |

L'album che nel 2018 ha passato più tempo in cima alla classifica di vendite è Plume di Irama (10 settimane non consecutive).